# ATP7B
El gen ATP7B és un gen que codifica la síntesi del polipèptids beta de l'ATPasa transportadora de Cu++. El gen es troba localitzat en el braç llarg (q) del cromosoma 13 en humans, i presenta una longitud de 78.825 parells de bases. El gen codifica un polipèptid de 1465 aminoàcids (157.334 Da), que després de la traducció és enviat a diferents compartiments subcel·lulars, predominantment la xarxa Trans-Golgi, encara que també pot ser trobat als mitocondris. En resposta a elevats nivells de Cu++, s'expressa a més a la membrana plasmàtica.
Mutacions en el gen ATP7B es relacionen amb la malaltia de Wilson.